# Kuntz Memorial Soccer Stadium
Le Kuntz Memorial Soccer Stadium, plus couramment abrégé en Kuntz Stadium, est un stade omnisports américain (servant principalement pour le soccer) situé dans la ville d'Indianapolis, en Indiana.
Appartenant à la municipalité, le stade, doté de 6 800 places, servait d'enceinte à domicile pour l'équipe universitaire des Jaguars de l'IUPUI (pour ses équipes de soccer et de rugby à XV), pour l'équipe de soccer du FC Indiana, ainsi que pour l'équipe d'ultimate des AlleyCats d'Indianapolis.

## Histoire
Le stade ouvre ses portes en 1987.
Il accueille trois finales de la Coupe des États-Unis de soccer, ainsi que trois rencontres de l'équipe des États-Unis de soccer en 1987 et 1988.

## Événements
- 1987 : Jeux panaméricains[2]

### Matchs internationaux de soccer
| Date        | Compétition                               | Équipes               | Score | Affluence |
| ----------- | ----------------------------------------- | --------------------- | ----- | --------- |
| 25 mai 1988 | Tournoi pré-olympique de la CONCACAF 1988 | États-Unis — Salvador | 1-1   | 9 529     |